# Großer Preis von Singapur 2016
Der Große Preis von Singapur 2016 (offiziell 2016 Formula 1 Singapore Airlines Singapore Grand Prix) fand am 18. September auf dem Marina Bay Street Circuit in Singapur statt und war das 15. Rennen der Formel-1-Weltmeisterschaft 2016.

## Bericht

### Hintergründe
Nach dem Großen Preis von Italien führte Lewis Hamilton in der Fahrerwertung mit zwei Punkten vor Nico Rosberg und mit 89 Punkten vor Daniel Ricciardo. In der Konstrukteurswertung führte Mercedes mit 208 Punkten vor Red Bull und mit 219 Punkten vor Ferrari.
Beim Großen Preis von Singapur stellte Pirelli den Fahrern die Reifenmischungen P Zero Soft (gelb), P Zero Supersoft (rot) und P Zero Ultrasoft (violett) sowie für Nässe Cinturato Intermediates (grün) und Cinturato Full-Wets (blau) zur Verfügung.
Es gab zwei DRS-Zonen auf der Strecke, die im Vergleich zum Vorjahr nicht verändert wurden. Der Messpunkt für die erste Zone befand sich am Ausgang von Kurve vier, die DRS-Zone begann 48 Meter nach Kurve fünf. Der zweite Messpunkt lag 80 Meter vor Kurve 22, die DRS-Zone befand sich auf der Start-Ziel-Geraden und begann 45 Meter nach Kurve 23.
Felipe Nasr (sechs), Esteban Gutiérrez, Daniil Kwjat, Kimi Räikkönen (jeweils fünf), Valtteri Bottas, Nico Hülkenberg, Rosberg, Pascal Wehrlein (jeweils vier), Max Verstappen (drei), Fernando Alonso, Marcus Ericsson, Romain Grosjean, Jolyon Palmer und Sebastian Vettel (jeweils zwei) gingen mit Strafpunkten ins Rennwochenende.
Red Bull und Renault setzten bei diesem Grand Prix erstmals eine weiterentwickelte Antriebseinheit ein, hierfür verwendete Renault drei der zur Verfügung stehenden Token.
Mit Vettel (viermal), Alonso und Hamilton (jeweils zweimal) traten drei ehemalige Sieger zu diesem Grand Prix an.
Als Rennkommissare fungierten Mark Blundell (GBR), Gerd Ennser (DEU), Nish Shetty (SIN) und Steve Stringwell (GBR).

### Training
Verstappen fuhr im ersten freien Training in 1:45,823 Minuten die Bestzeit vor Ricciardo und Vettel.
Im zweiten freien Training war Rosberg in 1:44,152 Minuten Schnellster vor Räikkönen und Verstappen.
Im dritten freien Training war Rosberg in 1:44,352 Minuten erneut Schnellster vor Verstappen und Räikkönen. Das Training musste nach einem Unfall von Wehrlein unterbrochen werden.

### Qualifying
Das Qualifying bestand aus drei Teilen mit einer Nettolaufzeit von 45 Minuten. Im ersten Qualifying-Segment (Q1) hatten die Fahrer 18 Minuten Zeit, um sich für das Rennen zu qualifizieren. Alle Fahrer, die im ersten Abschnitt eine Zeit erzielten, die maximal 107 Prozent der schnellsten Rundenzeit betrug, qualifizierten sich für den Grand Prix. Die besten 16 Fahrer erreichten den nächsten Teil. Ricciardo war Schnellster. Vettel, bei dem vor seiner ersten gezeiteten Runde die Hinterradaufhängung brach, die Manor- und Renault-Piloten und Nasr schieden aus.
Der zweite Abschnitt (Q2) dauerte 15 Minuten. Die schnellsten zehn Piloten qualifizierten sich für den dritten Teil des Qualifyings. Rosberg war Schnellster. Ricciardo und Verstappen fuhren ihre beste Zeit auf der Supersoft-Mischung, sie waren somit die einzigen Piloten unter den ersten zehn, die beim Start auf Supersoft statt Ultrasoft fuhren. Grosjean drehte sich kurz vor dem Ende des Qualifying-Segments und schlug in die Streckenbegrenzung ein. Ericsson, die Haas-Piloten, Button und beide Williams-Fahrer schieden aus.
Der letzte Abschnitt (Q3) ging über eine Zeit von zwölf Minuten, in denen die ersten zehn Startpositionen vergeben wurden. Bedingt durch Reparaturarbeiten an der Strecke nach dem Unfall von Grosjean begann dieses Segment zehn Minuten später als vorgesehen. Rosberg fuhr mit einer Rundenzeit von 1:42,584 Minuten die Bestzeit vor Ricciardo und Hamilton. Es war die 29. Pole-Position für Rosberg, davon die siebte der Saison.
Sergio Pérez wurde um fünf Startplätze nach hinten versetzt, da er im Q2 bei doppelt geschwenkten gelben Flaggen in Kurve neun und Kurve zehn nicht ausreichend verlangsamt hatte, außerdem erhielt er drei Strafpunkte. Die Strafe fiel so hart aus, weil der Fahrer vor diesen Kurven nicht einsehen konnte, ob sich hier Fahrzeuge oder Marshals auf der Strecke befanden. Er erhielt eine weitere Rückversetzung um drei Startplätze, weil er in der gleichen Runde Gutiérrez in Kurve 16 überholt hatte, wo ebenfalls gelbe Flaggen geschwenkt worden waren.

### Rennen
Grosjean konnte das Rennen aufgrund von Bremsproblemen nicht starten. Beim Start behielt Rosberg die Führung. Alonso erwischte einen starken Start, der ihn vom 9. bis auf den 5. Platz brachte. Carlos Sainz jr. kollidierte mit Hülkenberg, wodurch dieser in die Boxenmauer fuhr und aus dem Rennen schied, während Sainz jr. weiterfahren konnte. Daraufhin wurde das Safety-Car eingesetzt, während Hülkenbergs Auto geborgen wurde.
Als das Safety-Car wieder an die Box fuhr und das Rennen wieder aufgenommen wurde, war ein Marshall noch auf der Strecke und sammelte immer noch Trümmer vom Unfall auf.
Beim Neustart konnte Hamilton Rosberg und Ricciardo vor ihm nicht überholen. In der 7. Runde wurde Sainz jr. von der Rennleitung gezwungen, in die Garage zu gehen, um ein Teil der Karosserie zu entfernen, das gefährlich am Auto hing. In Runde 13 ging Verstappen, der auf den siebten Platz zurückgefallen war, zum Stopp und wechselte auf Supersoft-Reifen. In der folgenden Runden war dann Alonso an der Reihe, in Runde 15 Ricciardo, Hamilton und Kwjat. Der Australier setzte auf Supersoft-Reifen, der Brite auf Soft-Reifen. In Runde 16 war Rosberg an der Reihe (Soft), während Räikkönen in Runde 17 auf Supersoft wechselte. Die Rangfolge der ersten vier Plätze änderte sich nicht, Rosberg lag vor Ricciardo, Hamilton und Räikkönen. Fünfter war Pérez und Sechster Vettel. Beide hatten ihren ersten Reifenwechsel noch nicht hinter sich. Der Deutsche stoppte in Runde 24 und wechselte auf die Ultrasofts, während Pérez in der darauffolgenden Runde kam. Vettel überholte auf einen Schlag sowohl Gutiérrez als auch Sainz jr. und kehrte als Zehnter auf die Strecke zurück. In der 28. Runde machte Verstappen, der Kwjat nicht überholen konnte, seinen zweiten Stopp. Kurz darauf gab es auch einen Stopp für Felipe Massa, damit kletterte Vettel auf den achten Platz.
Verstappen überholt Pérez in Runde 31 und belegte den zehnten Platz. In der 32. Runde setzte sich dann Vettel auch gegen Magnussen durch, während die Spitze mit den zweiten Stopps begann. In der 32. Runde hatte auch Räikkönen Hamilton überholt und dabei einen Fehler des Briten ausgenutzt. Nach den Boxenstopps lag Rosberg weiterhin an der Spitze, vor Ricciardo, Räikkönen, Hamilton und dann Vettel, der auch Kwjat überholte. In Runde 38 überholte Verstappen dann Magnussen und kletterte dank Kwjat´s Stopp auf den sechsten Platz.
In der 42. Runde wechselte Vettel auf die Ultrasoft-Reifen und fiel auf den sechsten Platz zurück, eroberte aber nach Verstappen´s Stopp in Runde 44 den fünften Platz zurück. Auch Hamilton stoppte in Runde 45. Räikkönen folgte währenddessen der Strategie des Briten und ging eine Runde später an die Box. Mit dem Undercut konnte Hamilton so an Räikkönen wieder vorbeigehen.
Jenson Button schied in der 43. Runde wegen eines Bremsproblems aus dem Rennen aus. Verstappen überholte in Runde 48 sowohl Pérez als auch Kwjat und liegt auf dem siebten Platz.
Auch Ricciardo zog neue Reifen auf, um Rosberg einzuholen, der sich stattdessen dafür entschied, bis zum Ende des Rennens mit den aktuellen Reifen weiterzufahren. Der Australier verkürzte den Rückstand auf den Deutschen pro Runde um drei Sekunden, während Räikkönen auf Hamilton aufschloss. Verstappen holte sich den sechsten Platz und überholte Alonso, während weder Ricciardo noch Räikkönen es schafften, die beiden Mercedes-Fahrer zu überholen, auch wenn Ricciardo das Rennen nur vier Zehntel hinter Rosberg beendete. Der Deutsche erzielte seinen 22. Sieg in der Formel-1-Weltmeisterschaft vor Ricciardo und Hamilton, davon der achte der Saison. Ricciardo erreichte im 15. Saisonrennen die vierte Podiumsplatzierung, Hamilton die zwölfte. Die restlichen Punkteplatzierungen erzielten Räikkönen, Vettel, Verstappen, Alonso, Pérez, Kwjat und Magnussen.
Rosberg übernahm somit die Führung in der Fahrerwertung vor Hamilton, Ricciardo blieb Dritter. In der Konstrukteurswertung vergrößerte Mercedes seinen Vorsprung auf Red Bull und Ferrari und konnte schon beim folgenden Rennen den Titel gewinnen.

## Meldeliste
| Team                          | Nr. | Fahrer            | Chassis                | Motor                       | Reifen |
| ----------------------------- | --- | ----------------- | ---------------------- | --------------------------- | ------ |
| Mercedes AMG Petronas F1 Team | 44  | Lewis Hamilton    | Mercedes F1 W07 Hybrid | Mercedes-Benz PU106C Hybrid | P      |
| Mercedes AMG Petronas F1 Team | 06  | Nico Rosberg      | Mercedes F1 W07 Hybrid | Mercedes-Benz PU106C Hybrid | P      |
| Scuderia Ferrari              | 05  | Sebastian Vettel  | Ferrari SF16-H         | Ferrari 059/5               | P      |
| Scuderia Ferrari              | 07  | Kimi Räikkönen    | Ferrari SF16-H         | Ferrari 059/5               | P      |
| Williams Martini Racing       | 19  | Felipe Massa      | Williams FW38          | Mercedes-Benz PU106C Hybrid | P      |
| Williams Martini Racing       | 77  | Valtteri Bottas   | Williams FW38          | Mercedes-Benz PU106C Hybrid | P      |
| Red Bull Racing               | 03  | Daniel Ricciardo  | Red Bull RB12          | TAG Heuer                   | P      |
| Red Bull Racing               | 33  | Max Verstappen    | Red Bull RB12          | TAG Heuer                   | P      |
| Sahara Force India F1 Team    | 27  | Nico Hülkenberg   | Force India VJM09      | Mercedes-Benz PU106C Hybrid | P      |
| Sahara Force India F1 Team    | 11  | Sergio Pérez      | Force India VJM09      | Mercedes-Benz PU106C Hybrid | P      |
| Renault Sport F1 Team         | 20  | Kevin Magnussen   | Renault R.S.16         | Renault Energy F1 2016      | P      |
| Renault Sport F1 Team         | 30  | Jolyon Palmer     | Renault R.S.16         | Renault Energy F1 2016      | P      |
| Scuderia Toro Rosso           | 26  | Daniil Kwjat      | Toro Rosso STR11       | Ferrari 059/4               | P      |
| Scuderia Toro Rosso           | 55  | Carlos Sainz jr.  | Toro Rosso STR11       | Ferrari 059/4               | P      |
| Sauber F1 Team                | 09  | Marcus Ericsson   | Sauber C35             | Ferrari 059/5               | P      |
| Sauber F1 Team                | 12  | Felipe Nasr       | Sauber C35             | Ferrari 059/5               | P      |
| McLaren Honda                 | 14  | Fernando Alonso   | McLaren MP4-31         | Honda RA616H                | P      |
| McLaren Honda                 | 22  | Jenson Button     | McLaren MP4-31         | Honda RA616H                | P      |
| Manor Racing MRT              | 94  | Pascal Wehrlein   | Manor MRT05            | Mercedes-Benz PU106C Hybrid | P      |
| Manor Racing MRT              | 31  | Esteban Ocon      | Manor MRT05            | Mercedes-Benz PU106C Hybrid | P      |
| Haas F1 Team                  | 08  | Romain Grosjean   | Haas VF-16             | Ferrari 059/5               | P      |
| Haas F1 Team                  | 21  | Esteban Gutiérrez | Haas VF-16             | Ferrari 059/5               | P      |

## Klassifikationen

### Qualifying
| Pos.                                                                      | Fahrer            | Konstrukteur         | Q1       | Q2       | Q3       | Start |
| ------------------------------------------------------------------------- | ----------------- | -------------------- | -------- | -------- | -------- | ----- |
| 01                                                                        | Nico Rosberg      | Mercedes             | 1:45,316 | 1:43,020 | 1:42,584 | 01    |
| 02                                                                        | Daniel Ricciardo  | Red Bull-TAG Heuer   | 1:44,255 | 1:43,933 | 1:43,115 | 02    |
| 03                                                                        | Lewis Hamilton    | Mercedes             | 1:45,167 | 1:43,471 | 1:43,288 | 03    |
| 04                                                                        | Max Verstappen    | Red Bull-TAG Heuer   | 1:45,036 | 1:44,112 | 1:43,328 | 04    |
| 05                                                                        | Kimi Räikkönen    | Ferrari              | 1:44,964 | 1:44,159 | 1:43,540 | 05    |
| 06                                                                        | Carlos Sainz jr.  | Toro Rosso-Ferrari   | 1:45,499 | 1:44,493 | 1:44,197 | 06    |
| 07                                                                        | Daniil Kwjat      | Toro Rosso-Ferrari   | 1:45,291 | 1:44,475 | 1:44,469 | 07    |
| 08                                                                        | Nico Hülkenberg   | Force India-Mercedes | 1:46,081 | 1:44,737 | 1:44,479 | 08    |
| 09                                                                        | Fernando Alonso   | McLaren-Honda        | 1:45,373 | 1:44,653 | 1:44,553 | 09    |
| 10                                                                        | Sergio Pérez      | Force India-Mercedes | 1:45,204 | 1:44,703 | 1:44,582 | 18    |
| 11                                                                        | Valtteri Bottas   | Williams-Mercedes    | 1:46,086 | 1:44,740 | –        | 10    |
| 12                                                                        | Felipe Massa      | Williams-Mercedes    | 1:46,056 | 1:44,991 | –        | 11    |
| 13                                                                        | Jenson Button     | McLaren-Honda        | 1:45,262 | 1:45,144 | –        | 12    |
| 14                                                                        | Esteban Gutiérrez | Haas-Ferrari         | 1:45,465 | 1:45,593 | –        | 13    |
| 15                                                                        | Romain Grosjean   | Haas-Ferrari         | 1:45,609 | 1:45,723 | –        | 14    |
| 16                                                                        | Marcus Ericsson   | Sauber-Ferrari       | 1:46,427 | 1:47,827 | –        | 15    |
| 17                                                                        | Kevin Magnussen   | Renault              | 1:46,825 | –        | –        | 16    |
| 18                                                                        | Felipe Nasr       | Sauber-Ferrari       | 1:46,860 | –        | –        | 17    |
| 19                                                                        | Jolyon Palmer     | Renault              | 1:46,960 | –        | –        | 19    |
| 20                                                                        | Pascal Wehrlein   | Manor-Mercedes       | 1:47,667 | –        | –        | 20    |
| 21                                                                        | Esteban Ocon      | Manor-Mercedes       | 1:48,296 | –        | –        | 21    |
| 22                                                                        | Sebastian Vettel  | Ferrari              | 1:49,116 | –        | –        | 22    |
| 107-Prozent-Zeit: 1:51,552 min (bezogen auf Q1-Bestzeit von 1:44,255 min) |                   |                      |          |          |          |       |

Anmerkungen
1. ↑  Pérez wurde um fünf Startplätze nach hinten versetzt, da er im Q2 bei doppelt geschwenkten gelben Flaggen nicht ausreichend verlangsamt hatte.
2. ↑  Pérez wurde um drei weitere Startplätze nach hinten versetzt, weil er in Q2 unter gelben Flaggen überholt hatte.

### Rennen
| Pos. | Fahrer            | Konstrukteur         | Runden | Zeit        | Start | Schnellste Runde |
| ---- | ----------------- | -------------------- | ------ | ----------- | ----- | ---------------- |
| 01   | Nico Rosberg      | Mercedes             | 61     | 1:55:48,950 | 01    | 1:50,296 (38.)   |
| 02   | Daniel Ricciardo  | Red Bull-TAG Heuer   | 61     | + 0,488     | 02    | 1:47,187 (49.)   |
| 03   | Lewis Hamilton    | Mercedes             | 61     | + 8,038     | 03    | 1:47,752 (52.)   |
| 04   | Kimi Räikkönen    | Ferrari              | 61     | + 10,219    | 05    | 1:48,204 (51.)   |
| 05   | Sebastian Vettel  | Ferrari              | 61     | + 27,694    | 22    | 1:47,345 (45.)   |
| 06   | Max Verstappen    | Red Bull-TAG Heuer   | 61     | + 1:11,197  | 04    | 1:49,050 (38.)   |
| 07   | Fernando Alonso   | McLaren-Honda        | 61     | + 1:29,198  | 09    | 1:51,249 (49.)   |
| 08   | Sergio Pérez      | Force India-Mercedes | 61     | + 1:51,062  | 17    | 1:51,517 (34.)   |
| 09   | Daniil Kwjat      | Toro Rosso-Ferrari   | 61     | + 1:51,557  | 07    | 1:50,944 (39.)   |
| 10   | Kevin Magnussen   | Renault              | 61     | + 1:59,952  | 15    | 1:50,858 (44.)   |
| 11   | Esteban Gutiérrez | Haas-Ferrari         | 60     | + 1 Runde   | 13    | 1:51,075 (39.)   |
| 12   | Felipe Massa      | Williams-Mercedes    | 60     | + 1 Runde   | 11    | 1:51,455 (53.)   |
| 13   | Felipe Nasr       | Sauber-Ferrari       | 60     | + 1 Runde   | 16    | 1:51,683 (41.)   |
| 14   | Carlos Sainz jr.  | Toro Rosso-Ferrari   | 60     | + 1 Runde   | 06    | 1:50,532 (56.)   |
| 15   | Jolyon Palmer     | Renault              | 60     | + 1 Runde   | 18    | 1:51,777 (36.)   |
| 16   | Pascal Wehrlein   | Manor-Mercedes       | 60     | + 1 Runde   | 19    | 1:52,021 (40.)   |
| 17   | Marcus Ericsson   | Sauber-Ferrari       | 60     | + 1 Runde   | 14    | 1:50,963 (27.)   |
| 18   | Esteban Ocon      | Manor-Mercedes       | 59     | + 2 Runden  | 21    | 1:51,748 (47.)   |
| –    | Jenson Button     | McLaren-Honda        | 43     | DNF         | 12    | 1:51,631 (18.)   |
| –    | Valtteri Bottas   | Williams-Mercedes    | 35     | DNF         | 10    | 1:51,368 (17.)   |
| –    | Nico Hülkenberg   | Force India-Mercedes | 0      | DNF         | 08    | –                |
| DNS  | Romain Grosjean   | Haas-Ferrari         | –      | –           | 20    | –                |

Anmerkungen
1. ↑  Grosjean konnte aufgrund von Bremsproblemen nicht am Rennen teilnehmen.

## WM-Stände nach dem Rennen
Die ersten zehn des Rennens bekamen 25, 18, 15, 12, 10, 8, 6, 4, 2 bzw. 1 Punkt(e).

### Fahrerwertung
| Pos. | Fahrer           | Konstrukteur                            | Punkte |
| ---- | ---------------- | --------------------------------------- | ------ |
| 01   | Nico Rosberg     | Mercedes                                | 273    |
| 02   | Lewis Hamilton   | Mercedes                                | 265    |
| 03   | Daniel Ricciardo | Red Bull-TAG Heuer                      | 179    |
| 04   | Sebastian Vettel | Ferrari                                 | 153    |
| 05   | Kimi Räikkönen   | Ferrari                                 | 148    |
| 06   | Max Verstappen   | Red Bull-TAG Heuer / Toro Rosso-Ferrari | 129    |
| 07   | Valtteri Bottas  | Williams-Mercedes                       | 70     |
| 08   | Sergio Pérez     | Force India-Mercedes                    | 66     |
| 09   | Nico Hülkenberg  | Force India-Mercedes                    | 46     |
| 10   | Felipe Massa     | Williams-Mercedes                       | 41     |
| 11   | Fernando Alonso  | McLaren-Honda                           | 36     |
| 12   | Carlos Sainz jr. | Toro Rosso-Ferrari                      | 30     |

| Pos. | Fahrer            | Konstrukteur                            | Punkte |
| ---- | ----------------- | --------------------------------------- | ------ |
| 13   | Romain Grosjean   | Haas-Ferrari                            | 28     |
| 14   | Daniil Kwjat      | Toro Rosso-Ferrari / Red Bull-TAG Heuer | 25     |
| 15   | Jenson Button     | McLaren-Honda                           | 17     |
| 16   | Kevin Magnussen   | Renault                                 | 7      |
| 17   | Pascal Wehrlein   | Manor-Mercedes                          | 1      |
| 18   | Stoffel Vandoorne | McLaren-Honda                           | 1      |
| 19   | Esteban Gutiérrez | Haas-Ferrari                            | 0      |
| 20   | Jolyon Palmer     | Renault                                 | 0      |
| 21   | Marcus Ericsson   | Sauber-Ferrari                          | 0      |
| 22   | Felipe Nasr       | Sauber-Ferrari                          | 0      |
| 23   | Rio Haryanto      | Manor-Mercedes                          | 0      |
| 24   | Esteban Ocon      | Manor-Mercedes                          | 0      |

### Konstrukteurswertung
| Pos. | Konstrukteur         | Punkte |
| ---- | -------------------- | ------ |
| 1    | Mercedes             | 538    |
| 2    | Red Bull-TAG Heuer   | 316    |
| 3    | Ferrari              | 301    |
| 4    | Force India-Mercedes | 112    |
| 5    | Williams-Mercedes    | 111    |
| 6    | McLaren-Honda        | 54     |

| Pos. | Konstrukteur       | Punkte |
| ---- | ------------------ | ------ |
| 07   | Toro Rosso-Ferrari | 47     |
| 08   | Haas-Ferrari       | 28     |
| 09   | Renault            | 7      |
| 10   | Manor-Mercedes     | 1      |
| 11   | Sauber-Ferrari     | 0      |